# میس (ویرجینیای غربی)
میس (به انگلیسی: Mace) یک منطقهٔ مسکونی در ایالات متحده آمریکا است که در شهرستان پوکاهانتس، ویرجینیای غربی واقع شده‌است. میس ۱٬۰۳۵٫۱۱ متر بالاتر از سطح دریا قرار دارد.